# San Pietro in Carcere
San Pietro in Carcere är en dekonsekrerad kyrkobyggnad i Rom, helgad åt den helige aposteln Petrus. Kyrkan är belägen under San Giuseppe dei Falegnami vid Via del Tulliano i Rione Campitelli. 
Kyrkan är belägen i vad som tidigare var Mamertinska fängelset, där enligt traditionen såväl Paulus som Petrus var fängslade. Enligt uppgift konsekrerades rummet till kyrka av påve Silvester I (314–335). Altarets lågrelief (1842) av Jean Bonassieu framställer hur aposteln Petrus döper sina fångvaktare Processus och Martinianus med vatten som han mirakulöst frambringat ur cellens golv.